# Daniel Rivas
Daniel Rivas Fernández (ur. 13 marca 1988, zm. 19 lipca 2015) – hiszpański motocyklista wyścigowy.

## Życiorys
Pochodził z Valencii. Na szczeblu międzynarodowym, brał udział w Europejskich Mistrzostwach Superstock 600 (European Superstock 600 Championship), w Pucharze FIM Superstock 1000 (FIM Superstock 1000 Championship) i Motocyklowych Mistrzostwach Świata Moto2.
Jeździł Yamahą YZF-R1 sponsorowaną przez firmę Blumaq. Zginął w wyniku kolizji na torze Laguna Seca podczas kolejnej rundy MotoAmerica World Superbike w wyścigu Superbike/Superstock 1000. W wyniku wypadku śmierć poniósł również Bernat Martínez.